# Lou Bennett
Lou Bennett (Philadelphia (Pennsylvania), 18 mei 1926 – Parijs, 10 februari 1997) was een Amerikaanse jazzorganist.

## Biografie
Bennett speelde eerst bop op piano, maar begon in 1956 met orgel spelen, nadat hij Jimmy Smith had gehoord. Bennett toerde door de Verenigde Staten met een orgeltrio tussen 1957 en 1959 en verhuisde vervolgens naar Parijs in 1960. Daar nam hij op en trad hij op in de Blue Note met Jimmy Gourley en Kenny Clarke (evenals Rene Thomas). Hij keerde slechts één keer terug naar Amerika voor het Newport Jazz Festival in 1964. Hij nam ook op in de jaren 1960 met Philip Catherine, Shirley Bunnie Foy en Franco Manzecchi. In de jaren 1980 speelde hij in zijn eigen kwintet met onder meer Gerard Badini. Tijdens deze periode toerde hij ook uitgebreid door Spanje, waaronder in Almeria, Barcelona, La Coruna, Segovia en Madrid.

## Overlijden
Lou Bennett overleed in februari 1997 op 70-jarige leeftijd.

## Discografie

### Als leader
- 1960: Amen (RCA)
- 1960: Dansez et Revez (RCA Victor)
- 1963: Enfin! (RCA Victor)
- 1964: Echoes & Rhythms of My Church (Bel Air)
- 1964: Lou Bennett et Son Quintette Avec Kenny Clarke (Bel Air)
- 1966: Pentacostal Feeling (Philips)
- 1980: Live at Club Saint-Germain (Vogue)

### Als sideman
- 1984: Eddie Lockjaw Davis, That's All (EPM)
- 1989: Johnny Griffin, Body and Soul (Moon)
- 2015: Brew Moore, Live in Europe 1961 (Sonorama)
- 1966: Jack Sels, Sax Appeal (Relax)
- 1993: Ximo Tebar, Hello Mr. Bennett (Mediterranea)
- 1995: Ximo Tebar, Son Mediterraneo (WEA)
- 1963: Rene Thomas, Meeting Mister Thomas (Barclay)
- 1973: Leo Wright, It's All Wright (BASF)